# 境町駅

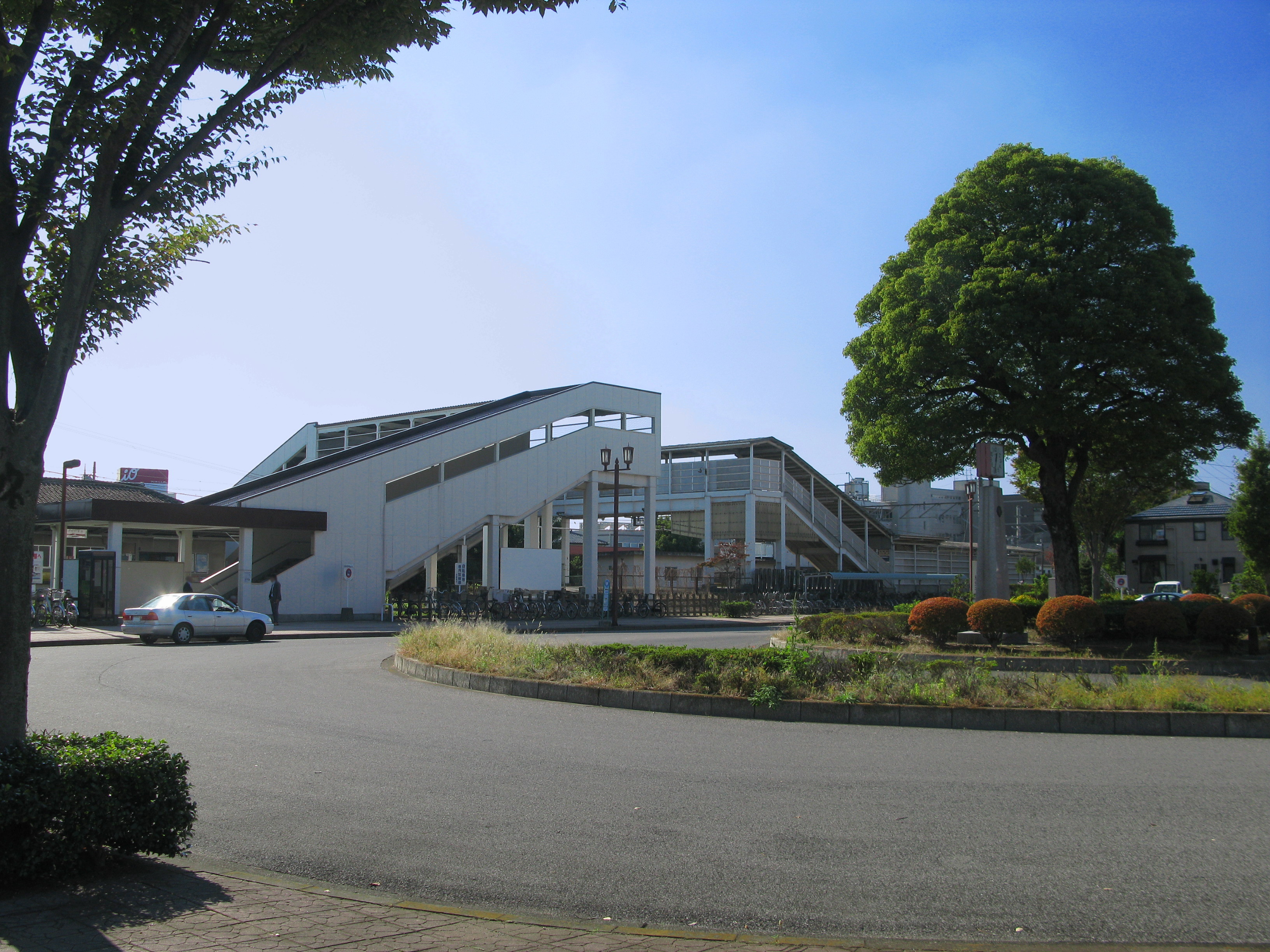
北口ロータリー

境町駅（さかいまちえき）は、群馬県伊勢崎市境百々（さかいどうどう）にある東武鉄道伊勢崎線の駅である。駅番号はTI 22。

## 年表
- 1910年（明治43年）3月27日 - 太田駅から新伊勢崎駅まで開通と同時に開業[1][2]。当時の所在地は佐波郡境町大字百々。
- 2005年（平成17年）1月1日 : 旧伊勢崎市・赤堀町・東村・境町が合併し、所在地が伊勢崎市境百々となる。
- 2006年（平成18年）3月18日 - 太田 - 伊勢崎間のワンマン運転開始。これにより太田駅以南から乗り入れる一般列車は廃止された。[要出典]
- 2013年（平成25年）3月16日 - ダイヤ改正により一般列車の太田駅以南への乗り入れが再度設定され館林駅までの運用となった。

## 駅構造
千鳥式ホーム2面2線を有する地上駅。駅の南北は自由通路で接続されており、駅舎は南口側にある。各ホーム間は跨線橋で連絡している。PASMO対応簡易改札機設置。
南口にパークアンドライド利用を目的とした有料駐車場が設置されている。駐車料金は1日500円だが、特急「りょうもう」に乗車する場合は300円に割引される。

### のりば
| 番線 | 路線     | 方向 | 行先                                                                                 |
| ---- | -------- | ---- | ------------------------------------------------------------------------------------ |
| 1    | 伊勢崎線 | 下り | 伊勢崎方面                                                                           |
| 2    | 伊勢崎線 | 上り | 太田・足利市・館林・ 東武スカイツリーライン 北千住・とうきょうスカイツリー・浅草方面 |

## 利用状況
2024年度の1日平均乗降人員は1,442人である。
近年の1日平均乗降人員の推移は下表の通り。
| 年度               | 1日平均 乗降人員 | 出典       |
| ------------------ | ---------------- | ---------- |
| 2000年（平成12年） | 2,562            |            |
| 2001年（平成13年） | 2,348            |            |
| 2002年（平成14年） | 2,254            |            |
| 2003年（平成15年） | 2,156            |            |
| 2004年（平成16年） | 2,118            |            |
| 2005年（平成17年） | 1,956            |            |
| 2006年（平成18年） | 1,885            |            |
| 2007年（平成19年） | 1,804            |            |
| 2008年（平成20年） | 1,699            |            |
| 2009年（平成21年） | 1,684            |            |
| 2010年（平成22年） | 1,701            |            |
| 2011年（平成23年） | 1,610            |            |
| 2012年（平成24年） | 1,644            |            |
| 2013年（平成25年） | 1,689            |            |
| 2014年（平成26年） | 1,655            |            |
| 2015年（平成27年） | 1,640            |            |
| 2016年（平成28年） | 1,582            |            |
| 2017年（平成29年） | 1,543            |            |
| 2018年（平成30年） | 1,611            |            |
| 2019年（令和元年） | 1,569            |            |
| 2020年（令和02年） | 1,092            | [ 東武 3 ] |
| 2021年（令和03年） | 1,197            | [ 東武 4 ] |
| 2022年（令和04年） | 1,254            | [ 東武 5 ] |
| 2023年（令和05年） | 1,383            | [ 東武 6 ] |
| 2024年（令和06年） | 1,442            | [ 東武 1 ] |

## 駅周辺
- 伊勢崎市役所境支所（旧・境町役場）
- 伊勢崎市立境図書館
- 伊勢崎市境体育館
- 伊勢崎市境武道館
- 伊勢崎市境総合文化センター
- 伊勢崎警察署境分庁舎（旧・境警察署）
- 境消防署
- 群馬県立伊勢崎高等特別支援学校 （旧・群馬県立境高等学校）
- 伊勢崎市立境小学校
- 境郵便局
- 境町駅前郵便局
- 境東町郵便局
- 鶴谷病院
- 駅北公園

## 路線バス
伊勢崎市が運行するコミュニティバス「あおぞら」が乗り入れている。かつては、当駅より本庄方面に向かうバス路線も存在した（旧東武バス熊谷営業所本庄出張所路線図より）
- 境町駅北口
  - <あずま・境連絡バス> 国定駅南口行
- 境町駅南口
  - <境シャトルバス> 市民病院北行、境社会福祉センター行
  - <境島村シャトルバス> 鶴谷病院行、島村蚕のふるさと公園行
  - <境南巡回バス> 鶴谷病院行

## 隣の駅
東武鉄道
 伊勢崎線
- ■特急「りょうもう」・■特急「リバティりょうもう」停車駅

■普通
世良田駅 (TI 21) - 境町駅 (TI 22) - 剛志駅 (TI 23)